# 空気力学
空気力学（くうきりきがく、英語: aerodynamics）とは、流体力学の一種で、空気（または他の気体）の運動作用や、空気中を運動する物体への影響を扱う。空力（くうりき）とも略される。航空分野においては航空力学と関係している。

## 物体への影響
物体が空気中で運動する時、必ず空気抵抗を受け物体の運動へ影響を与える。

### 自動車への影響
- 抵抗軽減
自動車史において空力は航空分野からの知識を導入する形で発展したが、最近では巨大な資本を投入し極めて活発な研究がされている。
高速で走行する自動車は速度が上がる程強く空気の抵抗を受けるため、効率良く空気を後方へ流すように配慮されている。
近年の市販車は燃費の向上を狙って空気抵抗を低減させるように空力を強く意識したデザインになっている。
気流の剥離を抑えるボルテックスジェネレーター、整流の為のスポイラーなども用いられる。これらは渦の発生を制御するために用いられ、空力性能を補助できる。
空気導入と排出の開口等も全体の空力に大きく影響する。
- ダウンフォース
ダウンフォースはタイヤの摩擦力を高めるために用いられる。高速走行時に車体形状により発生した揚力を打ち消したり、旋回性能を高める働きがある。
モータースポーツにおいて走行性能を向上させるためにより小さな空気抵抗で大きなダウンフォースを得ることが大事な設計課題になっている。

#### 地面効果
自動車に対しての地面効果＝グラウンドエフェクトは一般的には揚力を発生させるが、車体底部を整形し空気の流速を高めて負圧を生じることにより小さな空気抵抗で強力なダウンフォースが得られる。
ダウンフォース量よりも空気抵抗減を重視する最高速度記録挑戦車は地面効果を避ける、利用する形状両方有り、主催者の安全規制や出走車の設計意図が現れる。

### 飛行機への影響
空気中を飛行する飛行機にとって、飛行機の翼に強く空気の影響を受ける。翼に当たる空気を利用し、揚力を得たり、方向転換や減速方法の一つとしても空気を利用している。例として、大気圏内に入る前に燃料を捨てるスペースシャトルにおいて、大気圏内に入ったスペースシャトルの主な減速方法は空気抵抗である。

### 鉄道車両への影響
蒸気機関車において、煙突の両側面の除煙板による上昇気流で排煙を客車から遠ざける配慮がみられる。
鉄道車両は重量が大きい為、走行性能に与える空力の効果は表れにくい。
1930年代に世界的に流線型が流行り、日本でも国鉄52系電車、国鉄C55形蒸気機関車、国鉄EF55形電気機関車、国鉄C53形蒸気機関車、国鉄キハ43000形気動車に流線型が採用された。しかし、最高速度が95Km/hに制限されていた当時では、実用上効果がほとんどなく、カバーに覆われているため整備点検が困難等の理由で整備の現場からは嫌われ、カバー付きの車両はカバーを外されることになる。本格的に空力学的効果があったのは、新幹線0系電車以降の新幹線電車のみである。

### その他
建築物、交通機関各種に設置される換気装置（ベンチレーター）のうち、吸い出し式に大別されるものは負圧を利用している。